# Pseudomennis bipennis
Pseudomennis bipennis är en fjärilsart som beskrevs av Walker 1854. Pseudomennis bipennis ingår i släktet Pseudomennis och familjen mätare. Inga underarter finns listade.